# Pasta al horno

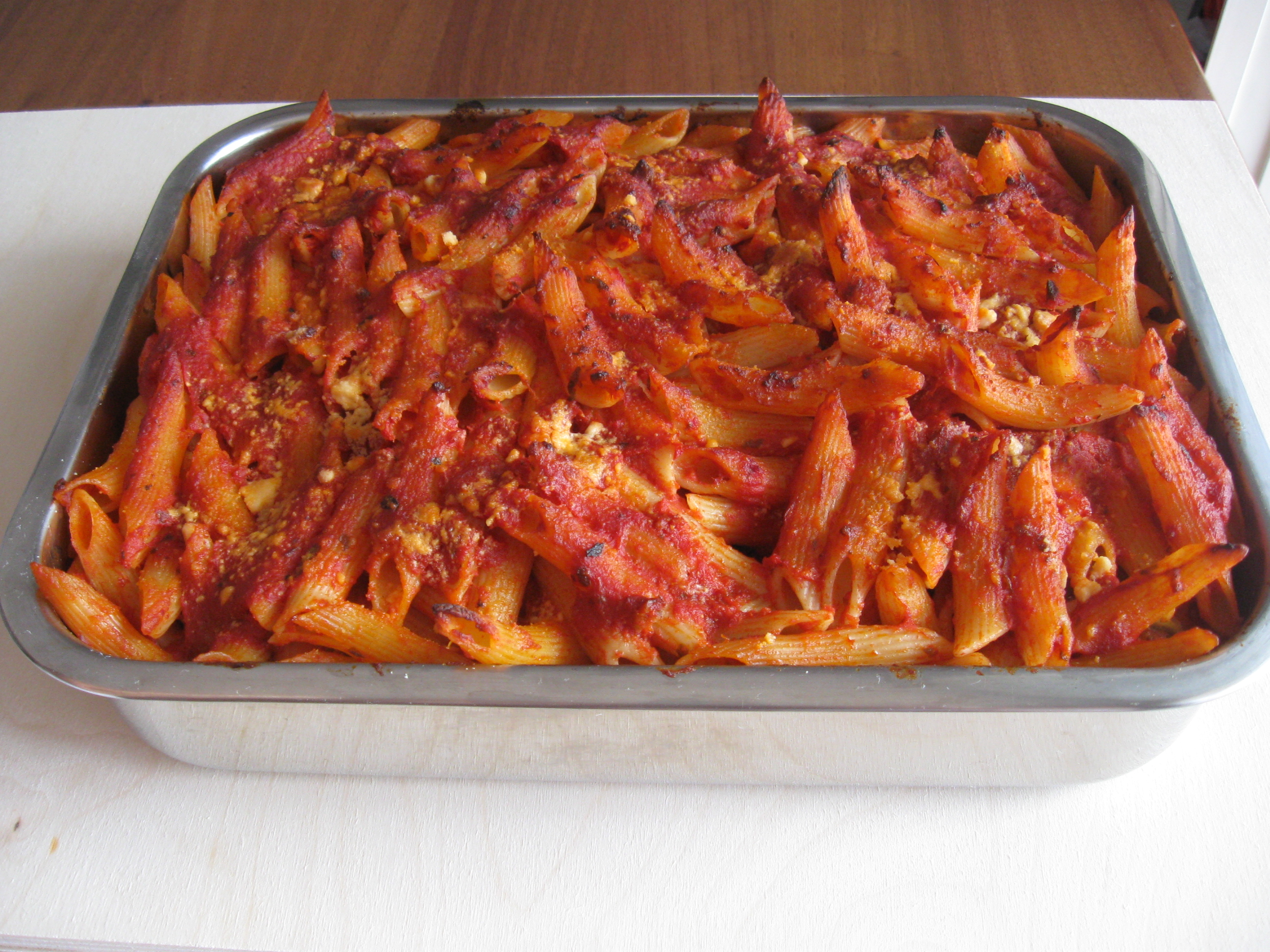
Pasta al horno

La pasta al horno (pasta al forno) es un plato típico de la gastronomía tradicional italiana .
Se prepara utilizando diferentes tipos de pasta y otros ingredientes adicionales según las recetas locales, siendo los más utilizados carne, pescado, queso y tomate. Las preparaciones pueden ser múltiples y originales.